# Escolinha del Profesor Raimundo (2015)
La Escolinha del Profesor Raimundo es un remake de comedia de la serie homónima, en conmemoración de los 25 años de la serie original. Serán producidos 7 episodios.
Esa versión es comandada por el hijo del humorista Chico Anysio, Bruno Mazzeo, como el Profesor Raimundo Nonato.
Entre 23 a 27 de noviembre de 2015, fueron exhibidos 5 episodios, por el Canal Viva (teniendo reprise en la Red Globo entre 13 de diciembre de 2015 y 24 de enero de 2016 a los domingos, tras el Calienta! y posteriormente después del Deporte Espectacular con dos episodios inéditos más), totalizando 7 episodios, con los nuevos actores interpretando los antiguos personajes.  Con el éxito de la exhibición a los domingos la emisora libera una nueva temporada con 12 más episodios. la emisora de RecordTV.

## Producción
El remake fue anunciado en marzo de 2015, y a estrena estaba prevista para junio, pero las grabaciones de la serie sólo comenzaron el día 27 de octubre.
Hubo varios cambios en el elenco, por ejemplo, Tatá Werneck interpretaría Tati, papel que acabó quedando con Fernanda Souza, Leandro Hassum interpretaría Su Muñeco, pero también quedó de fuera, siendo sustituido por Marcius Melhem, Mateus Solano interpretaría Ptolomeu, pero acabó quedando con el papel de Zé Bonitinho, y Otaviano Costa con el papel de Ptolomeu.
En enero de 2016, a Globo aprobó una segunda temporada de la Escolinha para el mismo año.  Los siete episodios de 2015 fueron lanzados en DVD en mayo.

## Elenco
| Actor/Actriz        | Personaje                | Interpretado(a) en la versión original por |
| ------------------- | ------------------------ | ------------------------------------------ |
| Bruno Mazzeo        | Profesor Raimundo Nonato | Chico Anysio                               |
| Ângelo Antônio      | Joselino Barbacena       | Antônio Carlos Pires                       |
| Betty Gofman        | Dueña Bella              | Zezé Macedo                                |
| Dani Calabresa      | Catifunda                | Zilda Cardoso                              |
| Ellen Rocche        | Capitu                   | Cláudia Mauro                              |
| Evandro Mezquita    | Armando Vuelta           | David Abeto                                |
| Fabiana Karla       | Dueña Cacilda            | Cláudia Jiménez                            |
| Fernanda de Freitas | Marina de la Gloria      | Tássia Camargo                             |
| Fernanda Souza      | Tati                     | Heloísa Périssé                            |
| Kiko Mascarenhas    | Galeão Cumbica           | Rony Cosquillas                            |
| Lúcio Mauro Filho   | Aldemar Vigário          | Lúcio Mauro                                |
| Marcelo Adnet       | Rolando Lero             | Rogério Cardoso                            |
| Marcius Melhem      | Su Muñeco                | Lug de Paula                               |
| Marco Ricca         | Pedro Pedreira           | Francisco Milani                           |
| Marcos Caruso       | Su Pavo                  | Orlando Drummond                           |
| Maria Clara Gueiros | Cândida                  | Stella Freitas                             |
| Mateus Solano       | Zé Bonitinho             | Jorge Loredo                               |
| Otaviano Costa      | Ptolomeu                 | Nizo Neto                                  |
| Otávio Muller       | Baltazar de la Roca      | Walter D'Ávila                             |
| Rodrigo Sant'Anna   | Batista                  | Eliezer Motta                              |

## Audiencia
En el Viva, la Escolinha garantizó el liderazgo en los canales por firma con las mejores audiencias el año. La reprise de los 5 episodios un sábado dio al Viva la tercera posición general en los canales pagados. El primer episodio en la Globo rindió 14,1 puntos en el Ibope de la Grande São Paulo, siendo el tercer programa más visto de la emisora el día. El segundo episodio tuvo 0,1 punto de más, dando 14,2. El tercero, cerrando 2015, fue la segunda mayor audiencia del canal el día tras el Fantástico con 16,5 puntos. El alta del público se mantuvo el día 3 de enero, precendo a estrena de The Voice Kids, con 16 puntos. Los otros episodios de enero tuvieron media de 13 puntos. El último episodio cerró con media 14 puntos.